# Damp
Damp ist eine Gemeinde im Kreis Rendsburg-Eckernförde in Schleswig-Holstein.

## Geografie

### Geografische Lage
Das Gemeindegebiet von Damp liegt unmittelbar am Küstenstreifen der Ostsee auf der Halbinsel Schwansen etwa 16 Kilometer nordöstlich von Eckernförde. Die Halbinsel ist eine Teillandschaft des Naturraums Schleswig-Holsteinisches Hügelland (Haupteinheit Nr. 70) zwischen der Eckernförder Bucht und der Schlei.

### Ortsteile
Zur Gemeinde gehören das Dorf Vogelsang-Grünholz (dänisch Fuglsang-Grønholt), daneben die Ortschaften Dorotheenthal, Fischleger (dänisch Damp Fiskerleje), Hegenholz (dänisch Hegeholt), Nieby (dänisch Nyby), Pommerby, Schwastrum (dänisch Svartstrøm), das für die Gemeinde namenstiftende Gut sowie das direkt am Küstenstreifen liegende Ostseebad Damp.

### Nachbargemeinden
Angrenzende Gemeindegebiete zu Damp sind:
| Thumby   | Dörphof                                     |  |
| Holzdorf | Kompassrose, die auf Nachbargemeinden zeigt |  |
|          | Waabs                                       |  |

## Geschichte

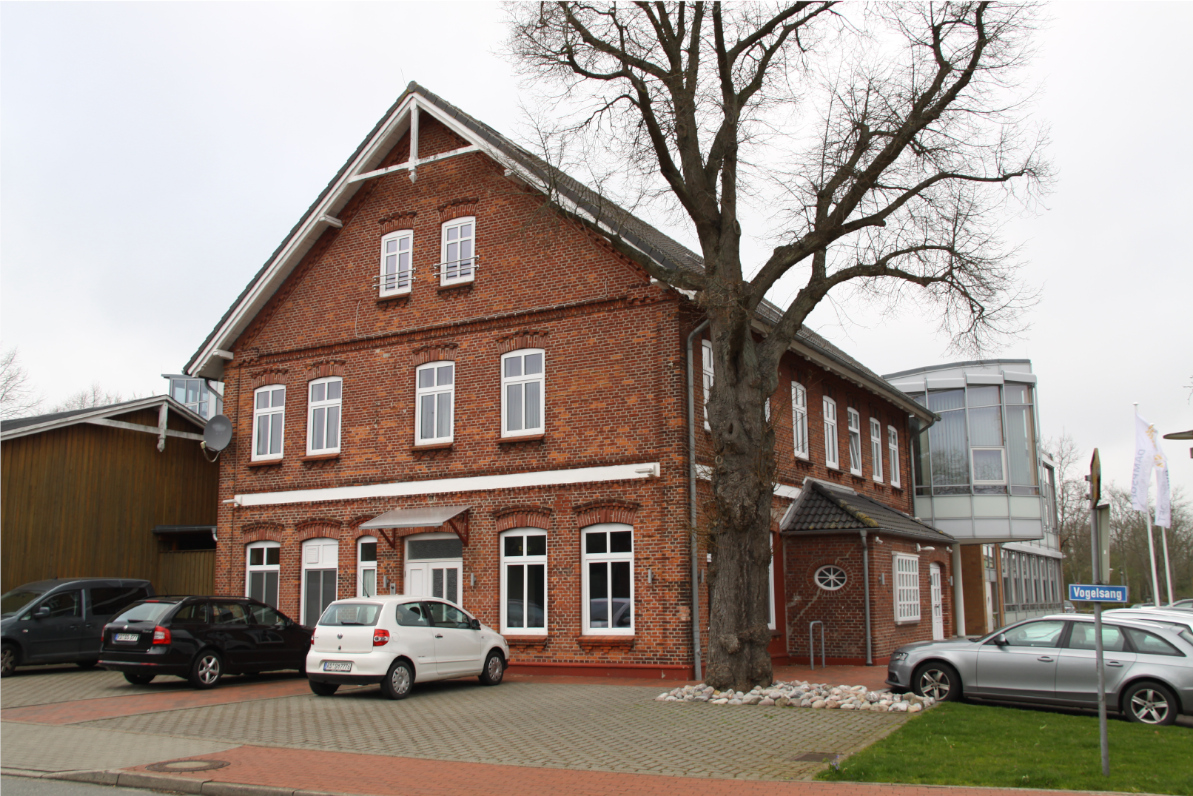
Ehemaliger Bahnhof Vogelsang-Grünholz

Vom 26. Januar 1889 bis zum Sommer 1958 bestand im Ortsteil Vogelsang ein Bahnhof an der Strecke Eckernförde–Kappeln der Eckernförder Kreisbahn.
Die Gemeinde ging 1927 aus dem gleichnamigen Gutsbezirk hervor.
Im Bereich des Gemeindegebietes wurde 1964 die Rote Maaß, ein alter Kultplatz mit einem Steinkreis, aufgespürt.
Von den 13 Sitzen in der Gemeindevertretung hatte die SPD seit der Kommunalwahl 2003 sechs Sitze, die CDU hatte fünf und die Wählergemeinschaft ABD zwei. Bei den Kommunalwahlen 2008 und 2013 blieb die Sitzverteilung unverändert, es änderte sich lediglich die Bezeichnung der Wählergemeinschaft, die sich 2013 von Aktive Bürger Damp (ABD) in Wählergemeinschaft (ABD) umbenannte.
Bei der Kommunalwahl 2018 erzielte die CDU sechs Sitze, die SPD fünf Sitze und die ABD zwei Sitze. Barbara Feyock von der SPD löste den bisherigen Bürgermeister Horst Böttcher (ebenfalls SPD) ab.
Im Zuge des Ostseesturmhochwassers 2023 wurde entlang der Brandungszone im Gemeindegebiet bei einem Deichbruch der hierauf verlaufende Ostseeküsten-Radweg stark beschädigt.

### Gut Damp
Das Gut Damp liegt zwischen Vogelsang-Grünholz und dem Ostseebad Damp fast direkt an der K 61 im Hegenholz. Seine Ländereien gehörten im 15. Jahrhundert den Schleswiger Bischöfen. Erster in den Quellen erwähnter Pächter war 1438 ein Eler Schmidt. Er wurde verpflichtet, den Wald zu roden und ein Haus zu bauen, in dem er bischöfliche Jagdgäste beherbergen konnte. Der Name Damp erscheint zum ersten Mal in einer Verkaufsurkunde aus dem Jahr 1517.
Das heutige Herrenhaus wurde 1595 bis 1597 als zweigeschossiger Zentralbau mit vier Ecktürmen errichtet und bereits während der Bauzeit verändert; Anfang des 18. Jahrhunderts kam noch ein Anbau hinzu. Der auf einer künstlichen Insel errichtete Herrensitz hat eine zehn Meter hohe Eingangshalle, in der eine doppelte Freitreppe auf eine umlaufende Galerie führt. Von ihr ist gegenüber der Treppe eine mächtige Orgel aus dem Jahre 1699 zugänglich. Der Renaissancebau wird seit Ende des 19. Jahrhunderts von der Familie der Grafen Reventlow bewohnt. Das Herrenhaus ist mit figurenreichen Stuckarbeiten aus der Zeit um 1700 ausgestattet.
Im Jahre 1640 wurden unter Otto Rantzau Gerstenscheune und großes Kuhhaus errichtet (möglicherweise könnte auch das Torhaus schon in diesem Jahr erbaut worden sein, dazu gibt es keine klaren Angaben), 1721 bis 1723 unter den Ahlefeldts die übrigen Fachwerkscheunen. Im Kuhhaus wird heute ein gleichnamiges Restaurant betrieben. Das Gut mit Herrenhaus diente vielfach als Filmkulisse, etwa für Teile der ARD-Serie Onkel Bräsig. Es war mitunter auch in der ZDF-Serie Der Landarzt zu sehen. Im Torhaus gab es einen Kunsthandel. Der ursprüngliche Barockgarten wurde Anfang des 19. Jahrhunderts in einen Landschaftsgarten umgestaltet.

### Ostseebad Damp

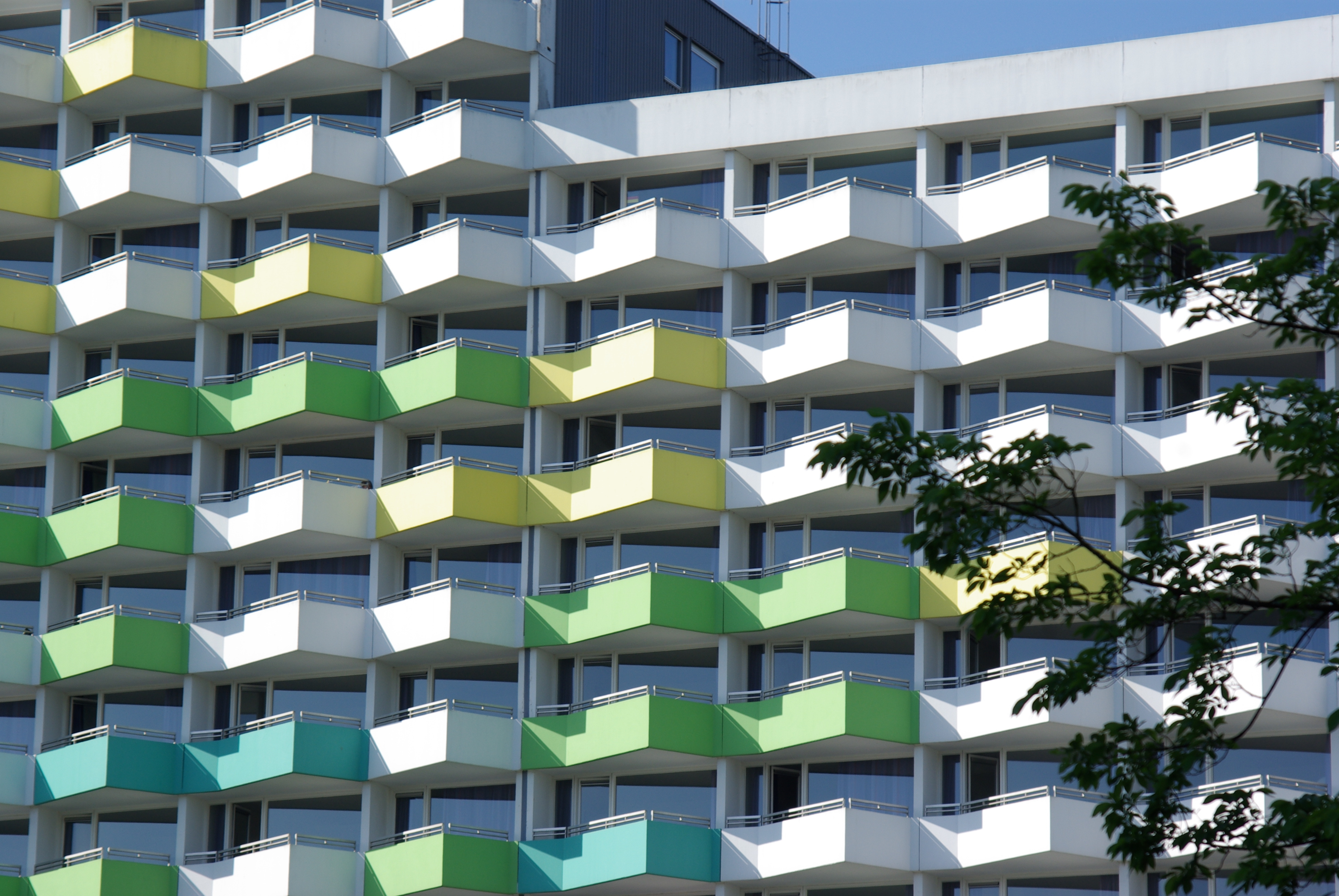
Ostseeklinik

Am 5. Dezember 1968 entschied sich die Gemeinde für die Planung eines Ferienzentrums unter dem damals futuristischen Namen Damp 2000. Mitte der 1980er Jahre wurde es in Ostseebad Damp umbenannt. Im Jahr 2011 gab es eine erneute Namensänderung in Ostsee Resort Damp.
Während der Bauphase wurde das ursprüngliche Konzept einer rein touristischen Nutzung aller Häuser um einen klinischen Teil erweitert. Es entstanden die Ostseeklinik Damp (1974) und die Kurklinik, spätere Reha-Klinik (1974/1975). Als Ausbildungsstätten kamen das Lehrinstitut für Physikalische Therapie und Sportmedizin (1982) und die staatlich anerkannte Krankenpflegeschule (1983) hinzu.
Im Jahre 1990 wurde das Aqua Tropicana eröffnet, ein tropisches Meerwasserschwimmbad mit Saunalandschaft und Wellnessangeboten. Im Jahre 1997 kam ein fun & sport center hinzu. In Damp befindet sich ein Yachthafen mit 14 Stegen und 365 Bootsliegeplätzen. Im Jahre 2012 wurde das Aqua Tropicana geschlossen. Ein neues Erlebnisbad (Entdeckerbad) wurde im Juli 2014 eröffnet.

## Politik

### Gemeindevertretung
Bei der Kommunalwahl 2023 waren 13 Sitze in der Gemeindevertretung zu vergeben. Von diesen erhielten Kandidaten der CDU fünf Sitze, von der SPD fünf, von den GRÜNEN zwei und von der Wählergemeinschaft ABD einen.

### Bürgermeisterin
Ehrenamtliche Bürgermeisterin in der Wahlperiode ab 2023 ist Barbara Feyock (SPD).

### Wappen
Blasonierung: „In Blau ein Sportsegelboot mit rot-silbernem Rumpf, silbernen Segeln und rotem Wimpel, in den Oberecken begleitet von einem linksgewendeten goldenen Ritterhelm mit geöffnetem Visier rechts und einer goldenen Weizenähre links.“

### Partnergemeinden
Seit 1990 ist Lubmin in Mecklenburg-Vorpommern eine Partnergemeinde von Damp.

## Sehenswürdigkeiten und Kultur
Die 1912 gebaute Albatros, das Schwesterschiff der Alexandra vom Flensburger Hafen, liegt heute in Damp auf dem Sandstrand im Trockenen. Das ehemals dort untergebrachte Museum wurde inzwischen geschlossen. Der Bug des Schiffes wird nun für ein Live Escape Game genutzt.
Das Gebiet des Ostseebads Damp gehört zur Ev.-Luth. Kirchengemeinde Karby. In Damp gab es ab Mitte der 1970er Jahre eine evangelisch-lutherische Kirche, genannt „Die Insel“. 2014 ließ der Kirchenkreis Rendsburg-Eckernförde das Kirchenzentrum „Die Insel“ entwidmen und verkaufte das sanierungsbedürftige Gebäude dann 2018. 2020 wurde das Gebäude vom Käufer abgerissen.

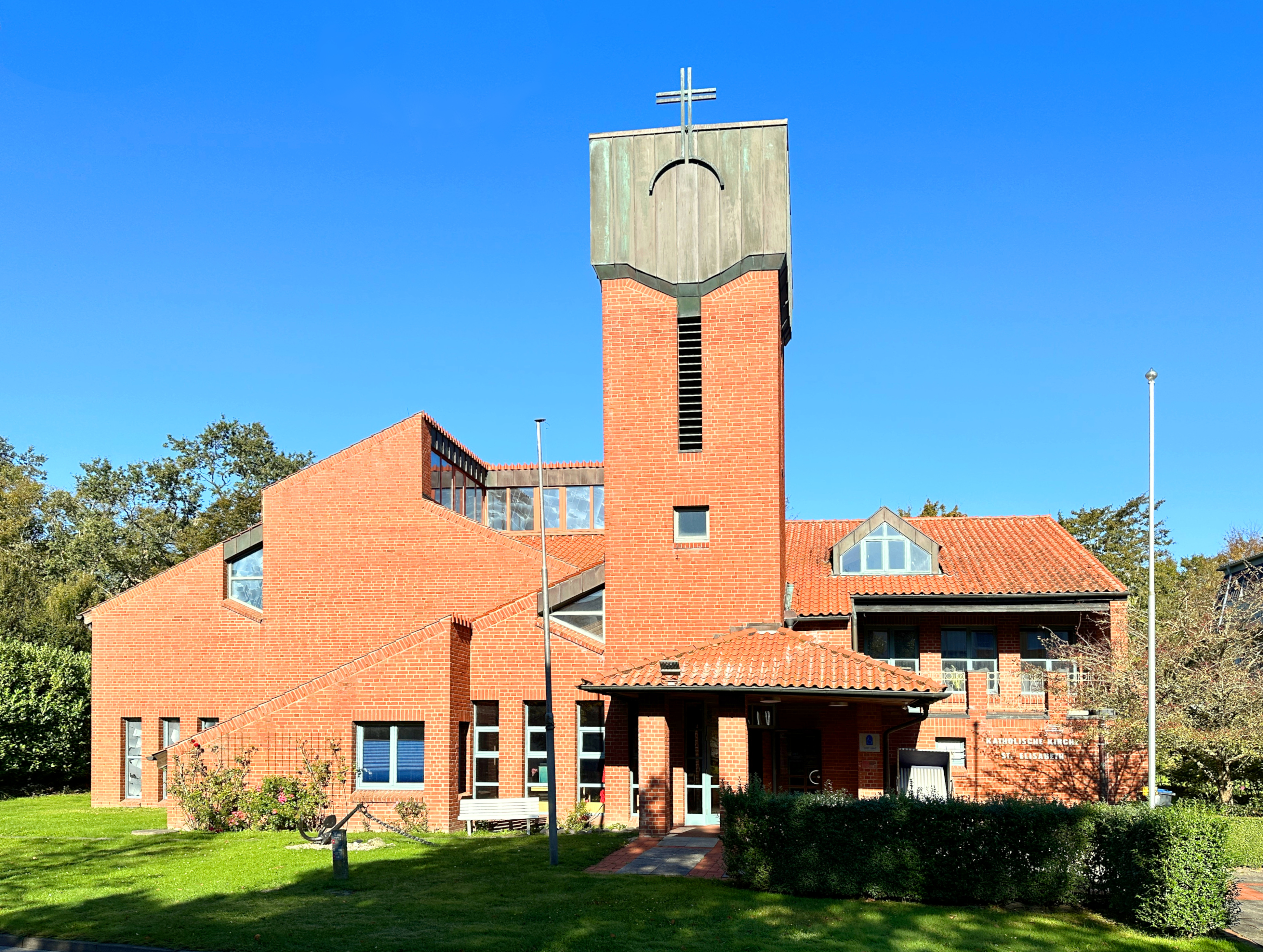
St. Elisabeth in Damp

Von 1983 bis 1984 wurde in Damp die katholische Kirche St. Elisabeth nach Entwürfen von Werner Feldsien errichtet. Die Kirche ist Teil eines Gemeindezentrums und bietet 180 Sitzplätze. Der vielfach geschachtelte Baukörper ist mit roten Ziegelsteinen verblendet und weist einen rechteckigen Turm mit flacher Kupferhaube auf. Die Kirche wurde am 23. Juni 1984 geweiht und gehört heute zur Pfarrei Stella Maris mit Hauptsitz in Flensburg.

## Wirtschaft und Infrastruktur

### Verkehr
Am westlichen Rand des Gemeindegebietes führt die hier im Allgemeinen als Schwansenstraße bezeichnete Bundesstraße 203 von Eckernförde in Richtung Kappeln. An der beim Dorf Vogelsang-Grünholz gelegenen höhenfrei gestalteten Anschlussstelle besteht Anschluss an die in den Ortsteil des Ostseebades führende Kreisstraße 61 als auch an die über die Dörfer der Region nach Eckernförde führende schleswig-holsteinische Landesstraße 26.

### Rettungsstation der DGzRS
Seit 1971 hat die Deutsche Gesellschaft zur Rettung Schiffbrüchiger eine Rettungsstation im großen Yachthafen von Damp. Dazu liegt an der Hafensüdseite ein Seenotrettungsboot.

## Persönlichkeiten
- Ferdinand Schramm (1889–1964), Politiker und Reichshandwerksmeister
- Arthur Nikolaus Witt (1890–1964), Lehrer, niederdeutscher Schriftsteller und Heimatforscher
- Jörg Haasters (1940), Orthopäde, ehem. ärztlicher Direktor der Ostsee- und Rehaklinik Damp
- Heiko Gauert (* 1949), Autor und Pädagoge, sein Hauptbetätigungsfeld ist die plattdeutsche Sprache; lebt in Damp.
- Thomas Wessinghage (* 1952), Leichtathlet und Arzt, ehem. ärztlicher Direktor der Rehaklinik Damp